# Jekaterina-Straße
Die Jekaterina-Straße (russisch пролив Екатерины; proliw Jekateriny) ist eine Meeresstraße zwischen den zu Russland gehörenden und von Japan beanspruchten Kurilen-Inseln Kunaschir im Südwesten und Iturup im Nordosten. 
Sie verbindet das Ochotskische Meer im Westen mit dem Pazifischen Ozean im Osten. Die Meerenge ist 22 km breit und zwischen 150 und 500 m tief. Zwischen Februar und März erreicht Treibeis aus dem nördlichen Teil des 
Ochotskischen Meer die Meerenge, bleibt aber im Gegensatz zu den nördlicheren Durchfahrtsstraßen eisfrei und ist deswegen für die russische Pazifikflotte von strategischer Bedeutung. 
Die Straße trägt den Namen des russischen Schiffs Jekaterina, das im Jahr 1792 auf einer Handelsmission nahe Japan unter der Führung von Adam Laksman unterwegs war.